# Batrachophrynus
Batrachophrynus és un gènere de granotes de la família Leptodactylidae que es troba als Andes del sud del Perú i Bolívia.

## Taxonomia
- Batrachophrynus brachydactylus
- Batrachophrynus macrostomus